# Thomas Rufer
Thomas Rufer (1 de agosto de 1980) es un deportista suizo que compite en tiro con arco, en la modalidad de arco recurvo.
En los Juegos Europeos de Cracovia 2023 consiguió una medalla de bronce en la prueba por equipo. Ganó una medalla de bronce en el Campeonato Europeo de Tiro con Arco al Aire Libre de 2022, en la misma prueba.

## Palmarés internacional
| Juegos Europeos                  | Juegos Europeos    | Juegos Europeos   | Juegos Europeos |
| Año                              | Lugar              | Medalla           | Prueba          |
| -------------------------------- | ------------------ | ----------------- | --------------- |
| 2023                             | Cracovia (Polonia) | Medalla de bronce | Equipo          |
| Campeonato Europeo al Aire Libre |                    |                   |                 |
| Año                              | Lugar              | Medalla           | Prueba          |
| 2022                             | Múnich (Alemania)  | Medalla de bronce | Equipo          |